# Astro Boy (film)
Astro Boy is een Amerikaanse 3D-animatiefilm uit 2009, gebaseerd op de gelijknamige mangareeks uit Japan. De film werd door David Bowers geregisseerd en in Hongkong gemaakt. In het origineel zijn de stemmen van onder meer Charlize Theron, Nicolas Cage, Kristen Bell en Eugene Levy te horen.
Astro Boy was in Japan, waar hij eerst werd uitgebracht, noch in de Verenigde Staten een succes; maar was wel een succes in China. De film bracht wereldwijd ruim 33 miljoen euro op terwijl er 49 miljoen euro in was geïnvesteerd.

## Verhaal
Toby woont in de futuristische "Metrostad", die boven het zwaar vervuilde aardoppervlak zweeft. Zijn vader is doctor Tenma, die robots ontwerpt voor het Ministerie van Wetenschap. Robots zijn alomtegenwoordig in Metrostad en doen zowat al het werk voor de mensen. Zijn collega doctor Elefun ontdekt de positieve blauwe- en de negatieve rode kernenergie, die als zeer krachtige energiebron voor robots kunnen worden gebruikt. De gemene president Stone laat hen de rode kern in een gevechtsrobot plaatsen, waardoor die kwaadaardig wordt en de ook aanwezige Toby doodt.
Tenma bouwt een robotkopie van zijn zoon met de blauwe kern om Toby te vervangen, maar hij kan niet aan hem aarden. Toby ontdekt inmiddels dat hij een supersterke robot is als de president de blauwe kern terug wil en het leger op hem af stuurt. Daarbij valt Toby van de zwevende stad en belandt op een robotstort op het aardoppervlak.
De robots daar stellen hem zijn nieuwe naam voor: "Astro". Hij ontmoet er ook Cora, die in een groepje kinderen op het oppervlak leeft. Zij brengt hem naar Hamegg, die vroeger nog onder Toby's vader heeft gewerkt, maar nu oude robots herstelt en tegen elkaar laat vechten. Op zwerftocht komen ze langs de reusachtige antieke robot "ZOG", die Astro met zijn blauwe kern opnieuw opstart. Hamegg ontdekt dat Astro in werkelijkheid een robot is en laat hem in de arena tegen zijn andere robots vechten. Dan wordt hij echter gevonden door president Stone, die hem komt halen. Tenma moet nu zijn blauwe kern verwijderen, maar besluit Astro te laten ontsnappen.
Stone installeert opnieuw de rode kern in een gevechtsrobot die hij achter Astro aan stuurt. Die robot richt enorme schade aan in de stad die uiteindelijk — dankzij Astro zachtjes — neerstort op het oppervlak. Astro brengt zijn blauwe kern samen met de rode waardoor de gevechtsrobot vernietigd wordt, maar ook Astro zonder energie valt. ZOG, die blauwe energie in zich draagt, geeft hem echter nieuwe energie. Astro wordt herenigd met Tenma, Cora met haar ouders en president Stone wordt gearresteerd. Een reusachtig buitenaards wezen bedreigt de stad en Astro vliegt erop af om het te verslaan.

## Personages
| Stem              | Stem                  | Stem                 | Personage            | Omschrijving                                                                                     |
| Engels            | Nederlands            | Vlaams               |                      |                                                                                                  |
| ----------------- | --------------------- | -------------------- | -------------------- | ------------------------------------------------------------------------------------------------ |
| Freddie Highmore  | Sebastiaan Westerweel | Vicky Florus         | Toby Tenma Astro Boy | Protagonist                                                                                      |
| Nicolas Cage      | Bas Westerweel        | Jan Schepens         | Dr. Tenma            | Toby's vader en robotgeleerde                                                                    |
| Kristen Bell      | Lizemijn Libgott      | Cheeru Mampaey       | Cora                 | Meisje dat op de oppervlakte woont en in contact probeert te komen met haar ouders in Metrostad. |
| Bill Nighy        |                       | Marc Lauwrys         | Dr. Elefun           | Collega van dr. Tenma                                                                            |
| Donald Sutherland |                       | Rik van Uffelen      | President Stone      | De president van Metrostad, die koste wat kost herkozen wil worden.                              |
| Nathan Lane       |                       |                      | Hamegg               | Ex-collega van dr. Tenma die nu robots herstelt en tegen elkaar laat vechten.                    |
| Samuel L. Jackson |                       |                      | ZOG                  | Een reusachtige antieke robot die door Astro Boy wordt herstart.                                 |
| Matt Lucas        |                       | Dimitri Verhoeven    | Sparx                | Leider van het "Revolutionair Robot Front"                                                       |
| Bill Nighy        |                       | Lucas Dietens        | Robotsky             | Een van de leden van het RRF.                                                                    |
| Moisés Arias      |                       | Roel van Kerckhoven  | Zane                 | Een van de kinderen op het oppervlak.                                                            |
| Madeline Carroll  |                       | Laura Maya y Rosiers | Widget               | De een van de tweeling op het oppervlak.                                                         |
| Sterling Beaumon  |                       | Brent Dielen         | Sludge               | De ander van de tweeling op het oppervlak.                                                       |
| Eugene Levy       |                       |                      | Orrin                | Tenmas' huishoudrobot                                                                            |
| Alan Tudyk        |                       |                      | Mr. Squeegee         | De een van het duo poetsrobots.                                                                  |
| David Alan Grier  |                       |                      | Mr. Squirt           | De ander van het duo poetsrobots.                                                                |
| Ryan Stiles       |                       |                      | Mr. Mustachio        | Toby's leraar                                                                                    |
| Charlize Theron   |                       | Hildegard van Nijlen |                      | Verteller in de "Onze Vrienden"-film die op school wordt vertoond.                               |